# ريتشارد إتش إمونز
ريتشارد إتش إمونز (بالإنجليزية: Richard H. Emmons)‏ هو عالم فلك ومهندس أمريكي، ولد في 29 مايو 1919، وتوفي في يونيو 2005.